# アンサンブルdeジブリ
アンサンブルdeジブリ（アンサンブル・デ・ジブリ）は、ヤマハミュージックメディアから発売されている管楽器用のアンサンブル楽譜集である。

## 概要
スタジオジブリ作品のテーマ曲や挿入歌を管楽器の二重奏、三重奏、四重奏アンサンブル用に編曲した楽譜である。久石譲作曲の「君をのせて」、Antoine Renard作曲の「さくらんぼの実る頃」、木村弓作曲の「いつも何度でも」などを収録している。編曲者は荻野松宣、島津秀雄、鈴木英史、三浦秀秋である。

## ラインナップ
- トロンボーンアンサンブル de ジブリ（監修：藤原功次郎、荻野昇、萩谷克己）
- クラリネットアンサンブル de ジブリ（監修：水越裕二、小谷口直子、角田晃、松本健司、山本洋志）
- ユーフォニアム&チューバアンサンブル de ジブリ（監修：深石宗太郎、照喜名俊典）
- ホルンアンサンブル de ジブリ（監修：丸山勉）
- フルートアンサンブル de ジブリ（監修：立花千春、佐野悦郎）
- サックスアンサンブル de ジブリ（監修：福井健太、大森義基、織田浩司）
- トランペットアンサンブル de ジブリ（監修：菊本和昭）

## 収録曲
- ハーモニー･エチュード
- アンサンブル・エチュード
- 風の谷のナウシカ〜オープニング（二重奏）
- 君をのせて（三重奏）
- ハトと少年（二重奏）
- となりのトトロ（二重奏）
- さんぽ（二重奏）
- ねこバス（三重奏）
- 風のとおり道（二重奏）
- 海の見える街（二重奏）
- 仕事はじめ（三重奏）
- 晴れた日に…（三重奏）
- さくらんぼの実る頃（二重奏）
- マルコとジーナのテーマ（二重奏）
- もののけ姫メドレー（四重奏）
- いつも何度でも（三重奏）
- ふたたび（二重奏）
- あの日の川（二重奏）
- 人生のメリーゴーランド（三重奏）
- テルーの唄（二重奏）
- 崖の上のポニョ（二重奏）
- Arrietty's Song（二重奏）
- さよならの夏〜コクリコ坂から〜（二重奏）
- ひこうき雲（三重奏）
- いのちの記憶（二重奏）